# Cratere Ligoupup
Ligoupup è un cratere sulla superficie di Rea.